# Liste der Kulturgüter in Triesenberg
Die Liste der Kulturgüter in Triesenberg enthält alle unter Denkmalschutz gestellten Objekte auf dem Gebiet der Gemeinde Triesenberg im Fürstentum Liechtenstein. Grundlage ist das Verzeichnis der geschützten Kulturgüter im Fürstentum Liechtenstein, das durch das Amt für Kultur erstellt und seither laufend ergänzt wurde (Stand: 2023).

## Kulturgüter
| Foto |                                                          | Objekt                                                                                                 | Standort                                             | Beschreibung | Eintragung |
| ---- | -------------------------------------------------------- | --- | ---------------------------------------------------- | --- | ---------- |
| ja   | Datei hochladen · zugehöriges Wikidata-Objekt Q61747431  | Pfarrkirche St. Joseph Objekt-Nr.: 5512.0052                                                           | Landstrasse 3 (Karte)Parzelle: 1696                  | Der Grundstein für den Kirchenbau wurde am 8. September 1938 gelegt und nach den Plänen des deutschen Architekten Otto Linder ausgeführt. | 01.09.1951 |
| ja   | Datei hochladen                                          | Pfarrhaus Triesenberg (heute Rathaus) Objekt-Nr.: 5512.0053                                            | Landstrasse 1 (Karte)Parzelle: 1696                  | Der Architekt Hans Rheinberger realisierte 1967/68 den Umbau des alten Pfarrhauses zum Sitz der Gemeindeverwaltung. | 01.09.1951 |
| ja   | Datei hochladen · zugehöriges Wikidata-Objekt Q128079640 | Kapelle St. Theodul auf Masescha Objekt-Nr.: 5512.0054                                                 | Maseschastrasse 52 (Karte)Parzelle: 3714             | | 01.09.1951 |
| ja   | Datei hochladen                                          | Kapelle St. Wendelin und Martin am Steg Objekt-Nr.: 5512.0055                                          | Malbunstrasse 2 (Karte)Parzelle: 323                 | Das heutige Erscheinungsbild wurde von dem Architekten und Bildhauer Egon Rheinberger 1906/07 erschaffen. | 01.09.1951 |
|      | Datei hochladen                                          | Haus 48, Mühle Objekt-Nr.: 5512.0056                                                                   | Litzistrasse 14 (Karte)Parzelle: 2100                | Das Haus 48 wurde 1801 von Johannes Schlegel erbaut. | 16.12.1968 |
|      | Datei hochladen                                          | Stall im Oberguad/Hindr-Profatscheng Objekt-Nr.: 5512.0057                                             | Prufatschengstrasse (Karte)Parzelle: 4034            | | 25.10.1977 |
|      | Datei hochladen                                          | Haus 130 Objekt-Nr.: 5512.0058                                                                         | Prufatscheng / Underguadweg 41 (Karte)Parzelle: 4045 | | 17.03.1981 |
|      | Datei hochladen                                          | Haus 200 Objekt-Nr.: 5512.0059                                                                         | Am Wangerberg 38 (Karte)Parzelle: 2437               | | 07.07.1981 |
|      | Datei hochladen                                          | Haus 78 Objekt-Nr.: 5512.0060                                                                          | Gschindstrasse 28 (Karte)Parzelle: 1608              | | 10.07.1984 |
|      | Datei hochladen                                          | Haus 196 samt Stall Objekt-Nr.: 5512.0061                                                              | Am Wangerberg 40 (Karte)Parzelle: 2438               | | 08.03.1988 |
| ja   | Datei hochladen · zugehöriges Wikidata-Objekt Q64876344  | Haus 19, Hag, altes Walser-Heimatmuseum Objekt-Nr.: 5512.0062                                          | Hagstrasse 3 (Karte)Parzelle: 1696                   | | 13.08.1996 |
|      | Datei hochladen                                          | Stall des alten Walser-Heimatmuseums, Haus 19 Objekt-Nr.: 5512.0294                                    | Hagstrasse 3 (Karte)Parzelle: 1696                   | Das 1766 erbaute Stallgebäude wurde 1998 vom Steinort zu dem Haus Hag 19 transloziert. | 02.06.1998 |
|      | Datei hochladen                                          | Haus 55, In der Litzi Objekt-Nr.: 5512.0464                                                            | Grüschaweg 14 (Karte)Parzelle: 2227                  | Das Haus in der Litzi wurde in Strickbauweise 1673 erbaut. | 06.02.2001 |
|      | Datei hochladen                                          | Haus 149, Lavadina Objekt-Nr.: 5512.0480                                                               | Lavadinastrasse 45 (Karte)Parzelle: 2784             | Das ursprünglich als Mehrzweckhaus errichtete Gebäude besteht aus einem 1602 errichteten Wohnhaus und einer angebauten Stallscheune, deren Zeitstellung nicht klar ist, und einem an der Südostseite in Strickbauweise angebautem Ladenlokal von 1957. | 29.10.2002 |
|      | Datei hochladen                                          | Magerheuhütten Objekt-Nr.: 5512.0570                                                                   | Heuberg (Karte)Parzelle: 340                         | | 18.12.2003 |
|      | Datei hochladen                                          | Haus mit Stall Objekt-Nr.: 5512.0646                                                                   | Hegastrasse 26 (Karte)Parzelle: 2171                 | | 28.02.2007 |
|      | Datei hochladen                                          | Magerheuhütte im Mattelti Objekt-Nr.: 5512.0709                                                        | (Karte)Parzelle: 313                                 | | 14.10.2008 |
|      | Datei hochladen                                          | Hütte Nr. 231 Objekt-Nr.: 5512.0713                                                                    | Kleinsteg 8 (Karte)Parzelle: 150                     | | 14.07.2009 |
| ja   | Datei hochladen                                          | Stallscheune, ehemals Grosssteg, Maiensässhütte Objekt-Nr.: 5512.0253                                  | Kleinsteg (Karte)Parzelle: 259                       | Die Stallscheune wurde 1855 als solche erbaut. | 29.09.2009 |
|      | Datei hochladen                                          | Magerheuhütte im Alpelti Objekt-Nr.: 5512.0712                                                         | Chranchweg (Karte)Parzelle: 3410                     | Die einfachste Magerheuhütte mit zwei grossen Beschickungstoren, Schindeldach und Bretterverschalung wurde 1932 erbaut. | 29.09.2009 |
|      | Datei hochladen                                          | Stall im Hinder-Profatscheng (Hinterprofatscheng) Objekt-Nr.: 5512.0272                                | Underguadweg (Karte)Parzelle: 4048                   | | 22.10.2013 |
| ja   | Datei hochladen                                          | Kapelle Maria und Bruder Klaus, Friedenskapelle Malbun Objekt-Nr.: 5512.0383                           | Turnastrasse 45 (Karte)Parzelle: 331                 | | 16.12.2014 |
|      | Datei hochladen                                          | Haus im Hinder-Profatscheng (Hinterprofatscheng) Objekt-Nr.: 5512.0271                                 | Prufatschengstrasse 43 (Karte)Parzelle: 4047         | | 16.03.2023 |
|      | Datei hochladen                                          | Schreinerei, Gipsbrennofen und Stall im Hinder-Profatscheng (Hinterprofatscheng) Objekt-Nr.: 5512.0553 | Underguadweg (Karte)Parzelle: 4077                   | | 07.07.2021 |